# Melchior Wezel
Melchior Wezel (* 16. November 1903; † 7. Dezember 1989 in Locarno) war ein Schweizer Turner. Bei den Olympischen Spielen 1928 in Amsterdam und der WM 1934 in Budapest gewann er jeweils im Mannschaftswettkampf Gold.

## Karriere
Wezel war bereits während seiner Schulzeit in Töss mit dem späteren Schweizer Rekordolympioniken Georges Miez befreundet. Nach der Schulzeit traten beide gleichzeitig dem TV Töss bei. Gemeinsam nahmen sie im ersten Jahr des Eintritts am Zürcher Kantonalturnfest teil und im darauffolgenden Jahr, 1922, folgte das Eidgenössische Turnfest in St. Gallen. Wezel und Miez spornten sich in Töss gegenseitig an, jedoch konnte nur Miez an den Olympischen Spielen 1924 teilnehmen. Doch die bleiben bleiben in Kontakt und Wezel begleitete Miez 1927 als Instruktor zum niederländischen Turnverband. Nach der Rückkehr in die Schweiz trainierte er in Olten zusammen mit Miez für die nächsten Olympischen Spiele und schaffte dieses Mal die Qualifikation.
Bei den Olympischen Spielen 1928 in Amsterdam gewann er zusammen mit dem Rest des Schweizer Teams den Mannschaftsmehrkampf im Geräteturnen. Bei den Einzeldisziplinen holte er beim Pferd und im Barren mit zwei 7. Plätzen je ein Olympisches Diplom, insgesamt wurde er in der Gesamtwertung Zwölfter.
Wezel turnte dann ab 1929 in Lausanne für den dortigen Bürgerturnverein. Ab 1931 startet er schliesslich für den Turnverein Locarno.
1934 gelingt es ihm mit der Mannschaft an der WM in Budapest nochmals Gold zu gewinnen, im Einzelklassement erreichte er den Platz 25. Einen Einzeltitel, auch auf nationaler Ebene, konnte Wezel jedoch nie erringen – mehrfach wurde er als Zweitplatzierter nur knapp geschlagen. Auch in den kommenden Jahrzehnten nach Ende seiner Turnerkarriere war er in Locarno weiterhin als Turnlehrer tätig ist.